# Gótico radiante

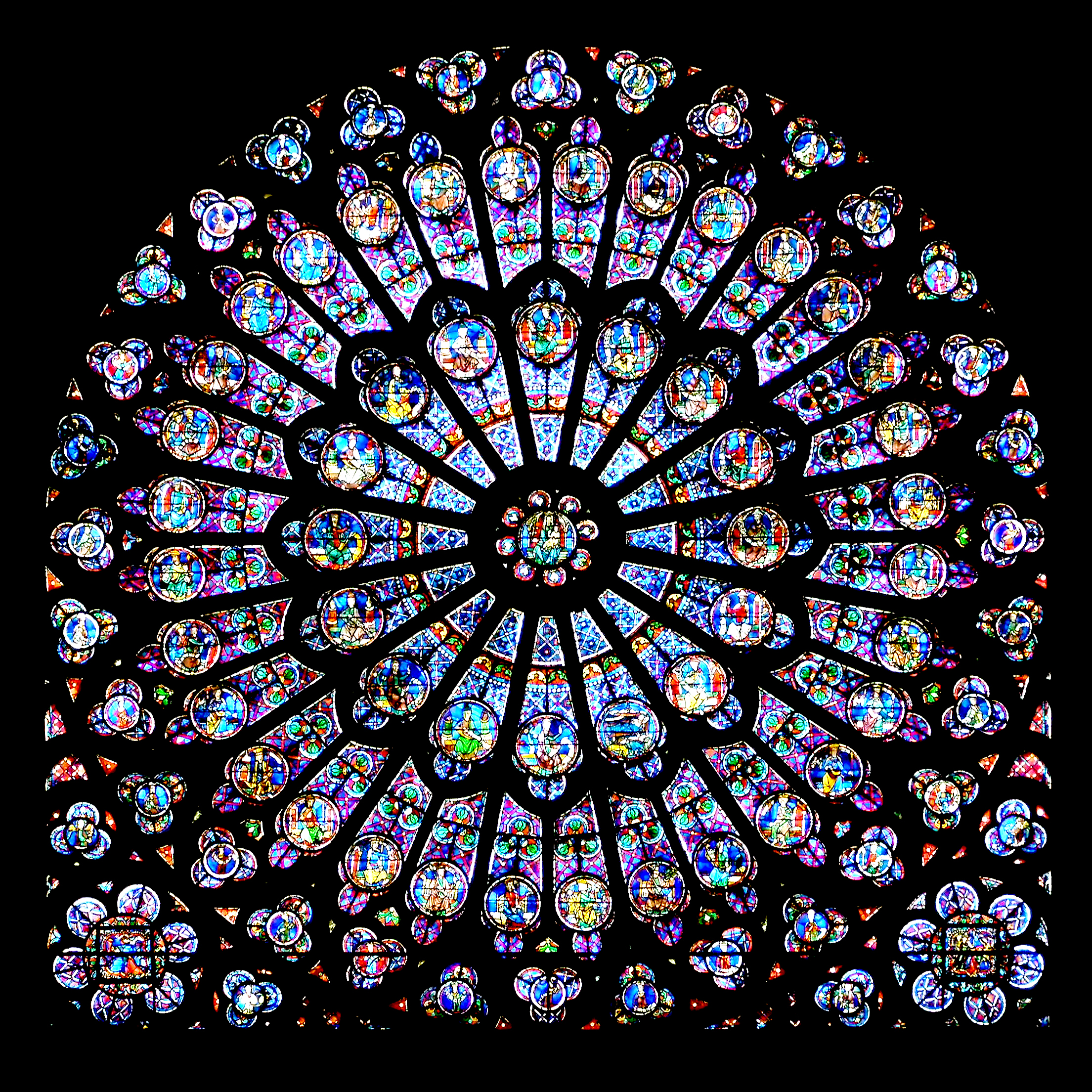
Rosácea radiante da Catedral de Notre-Dame.

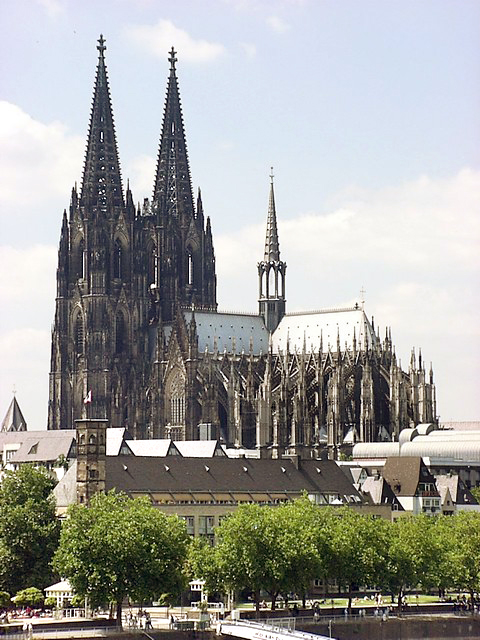
O coro alto da Catedral de Colónia (1248-1322) é considerado uma das melhores estruturas do gótico radiante na Idade média.

Gótico radiante é um termo usado para descrever um período na cronologia da arquitetura gótica francesa entre 1240 e 1350. Surgido a partir do alto gótico, o gótico radiante caracteriza-se pela afastamento da escala monumental e do racionalismo espacial de edifícios como a Catedral de Chartres ou a nava da Catedral de Amiens, em direcção a uma maior preocupação com a decoração da superfície bidimensional e a repetição de motivos decorativos a diferentes escalas. Após meados do século XIV, o Radiante gradualmente dá lugar ao tardo-gótico flamejante, embora como é comum com rótulos estilísticos arbitrários, o momento de transição não esteja claramente definido.

## Terminologia
O nome Radiante (fr. Rayonnant, irradiar) é uma consequência das tentativas levadas a cabo por historiadores de arte franceses do século XIX (sobretudo Henri Focillon e Ferdinand de Lasteyrie) em classificar estilos do gótico com base na traceria das janelas. Embora tais conclusões sejam actualmente vistas como equivocadas, os termos daí resultantes sobreviveram (radiante e flamejante continuam a ser amplamente usados por historiadores). Focillon e os seus colegas adoptaram o termo radiante especificamente para descrever os raios das rosáceas que floresceram neste período.

## Origem e desenvolvimento do gótico radiante

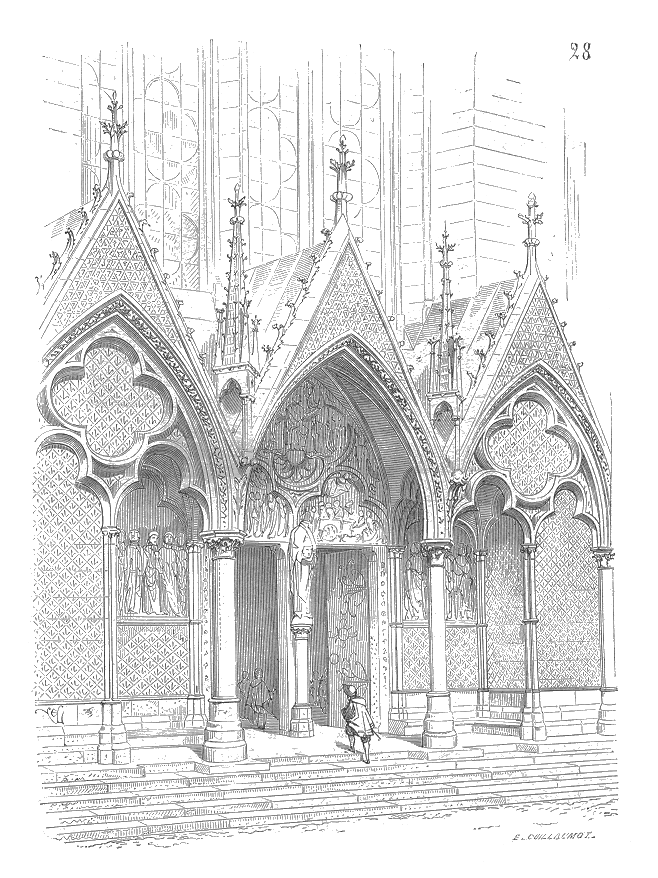
Restituição do portal de St Nicaise, Reims

Embora elementos deste novo estilo possam ser encontrados na abadia cisterciense de Royaumont (1288, agora quase totalmente destruída), talvez a mais importante etapa no desenvolvimento do gótico radiante tenha sido o edifícios da Igreja da Abadia de St Nicaise, em Reims (1231- ). Embora esta igreja tenha sido completamente destruída durante a Revolução francesa, a sua fachada é plenamente conhecida através de gravura do século XVIII. O arquiteto Hugues de Liberger usou vários elementos do vocabulário decorativo gótico, e combinou-os de forma a criar uma estética visual nova. Talvez a mais influente característica da Igreja de St Nicaise tenha sido a sua fachada poente, construída numa série de gabletes pontiagudos decorados com cogulhos e uma combinação de traceria aberta e fechada, pontuada por delgados pináculos. Ao contrário de fachadas poentes góticas, com as suas claras divisões em três partes, tanto horizontais como verticais, o desenho de Libergier representava uma aproximação à cenografia da jubé e a uma escala muito mais humana do que os portais da Catedral de Reims. Vários elementos chave da fachada de St. Nicaise cedo foram incorporados por outros arquitetos e podem ser vistos, por exemplo, no tratamento do portal norte do transepto da Catedral de Notre-Dame e na orla da cobertura da Sainte Chapelle.

## Características gerais
Apesar de qualquer uma das fases da arquitetura gótica manifestar preocupações com o tratamento da luz e com a leveza da estrutura aparente, o radiante leva-as ao extremo. Muito mais do que em qualquer período anterior, a superfície da parede é cravada por janelas (ver por exemplo a Sainte Chapelle em Paris) e os edifícios recebiam penejamentos de traceria no exterior de forma a dissimular a massa das paredes de suporte e dos contrafortes (como na Catedral de Estrasburgo ou na Igreja de São Urbano em Troyes).

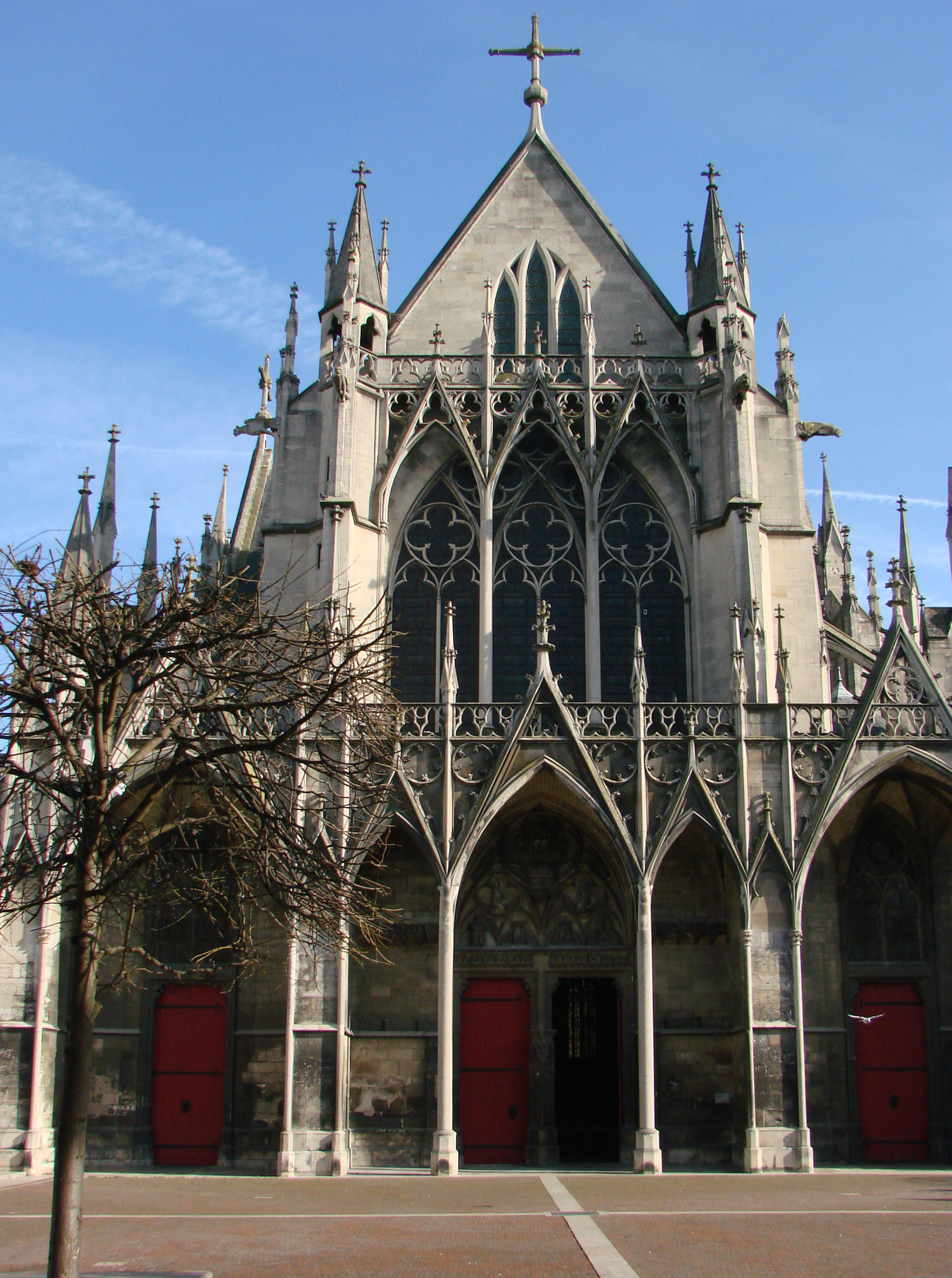
Fachada da Igreja de São Urbano, Troyes, onde é visível o uso de gabletes, pináculos e traceria aberta.

Para além do aumento da dimensão das aberturas de janelas, o período do gótico radiante coincidiu com o desenvolvimento da janela de banda, no qual um vitral central colorido é posicionado entre faixas superiores e inferiores de vidro translúcido em grisaille, o que permitia a entrada de ainda mais luz.
Embora as alterações no desenho das aberturas sejam a mais citada característica do estilo, na realidade foram apenas uma das faces da mudança estética mais profunda. O elemento precursor chave foi uma alteração na construção da traceria das janelas: a substituição do estilo de traceria em placas (no qual as aberturas parecem ter sido empurradas para fora da placa de pedra) por traceria de barras mais delicada (na qual os elementos de pedra que separam os painéis vítreos dentro da janela perecem ter sido construídos a partir de moldes, com perfis interiores e exteriores arredondados). A traceria em barra apareceu provavelmente no clerestório da Catedral de Reims e cedo se disseminou pela Europa. Para além de ser uma forma mais eficaz e flexível de construir aberturas, este tipo de traceria também abriu caminho para o desenvolvimento da traceria cega (decorando paredes de outra forma cegas) e para traceria aberta, todas empregando os mesmos motivos iconográficos das janelas adjacentes.

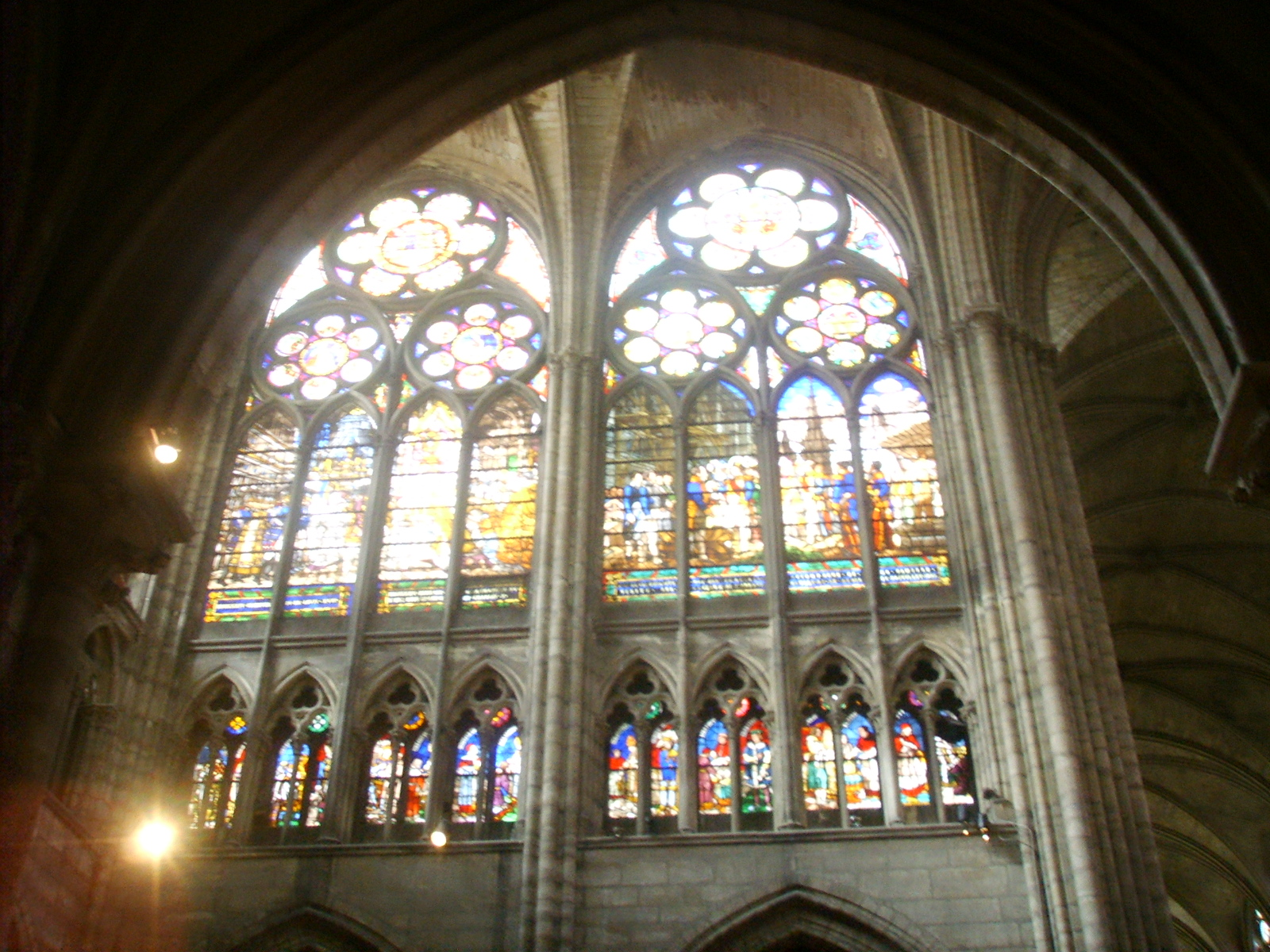
Traceria em barra e vitrais no trifório da nave de St. Denis (as janelas em si são réplicas do século XIX)

## Influências da arquitetura radiante

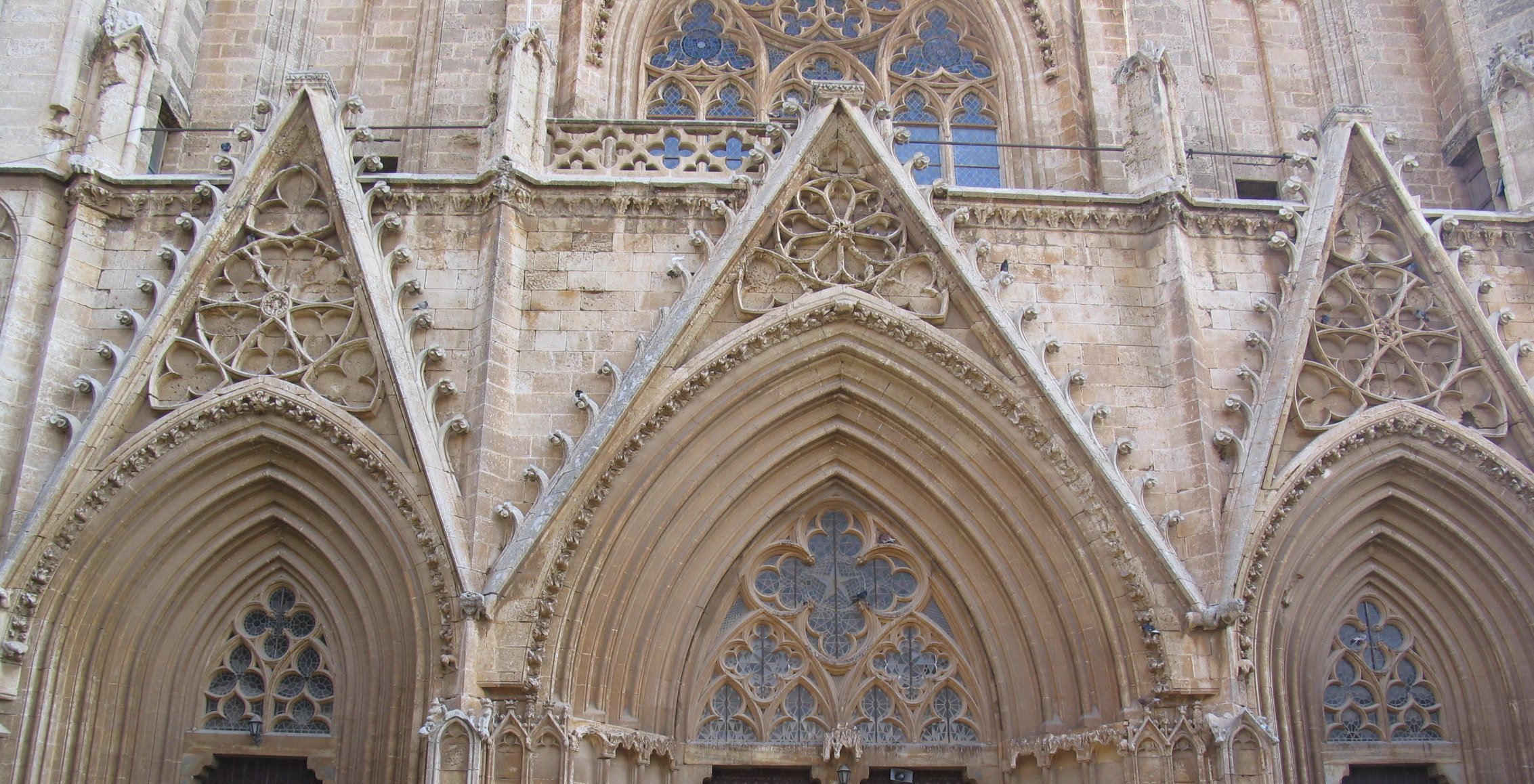
Catedral de São Nicolau, Famagusta

Os elementos chave do estilo radiante foram influentes no Sacro Império Romano, como pode ser observado nas catedrais de Estrasburgo, Colónia e Praga, bem como na arquitetura Inglesa (Abadia de Westminster). O estilo chegou ainda a locais tão remotos como Chipre (um entreposto comercial francês durante a Idade Média), sendo o exemplo mais significativo a Catedral de São Nicolau em Famagusta.
Os vários elementos decorativos empregues no estilo Radiante (traceria em barra, cega e aberta, gabletes e pináculos) podiam também ser aplicado a uma escala muito menor, tanto em elementos de micro-arquitetura dentro de uma igreja (túmulos, altares, púlpitos, etc.), como em elementos móveis: relicários, equipamento litúrgico, dípticos em marfim, etc.. Esta combinação de flexibilidade e portabilidade pode ter sido um factor-chave na disseminação do Radiante e das suas derivantes pela Europa durante o final do século XII e início do século XIV.

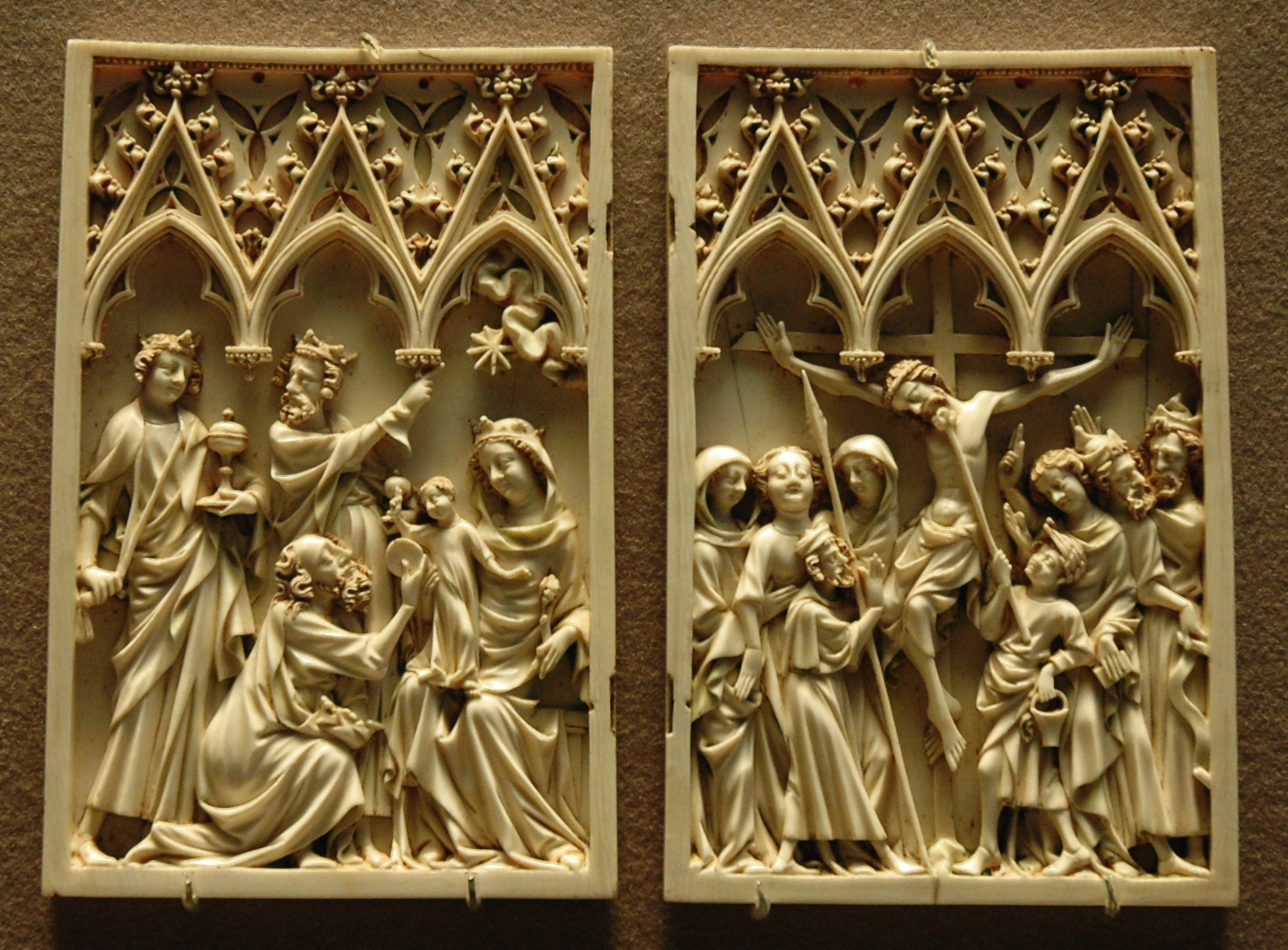
Elementos do estilo Radiante, como gabletes e traceria aberta, usados num díptico em marfim.

Em França, a transição do Radiante para o Gótico flamejante foi gradual e de forma evolutiva, marcada principalmente por uma mudança em direcção a novos padrões de traceria com base em voltas em forma de S (estas voltas assemelham-se a chamas, o que esteve na origem da designação). Contudo, por entre o caos provocado pela Guerra dos cem anos e outros infortúnios que ocorreram na Europa no século XIV, o número de construções em grande escala foi diminuto e certos elementos do Gótico Radiante permaneceram em voga até um período bastante avançado no século seguinte.